# مارغاريتا (بيدمونت)
مارغاريتا هيبلدية في مقاطعة كونيو في منطقة بيدمونت الإيطالية، وتقع على بعد نحو 70 كيلومتر (43 ميل) جنوب تورينو ونحو 11 كيلومتر (7 ميل) شرق كونيو.
تقع مارغاريتا على حدود البلديات التالية: بينيتي، تشيوسا دي بيسيو، موندوفي، موروتزو، بيانفي.